# 3051 Наньтун
3051 Наньтун (3051 Nantong) — астероїд головного поясу, відкритий 19 грудня 1974 року.
Тіссеранів параметр щодо Юпітера — 3,334.